# Нето ди Монако (Козенца)
Нето ди Монако је насеље у Италији у округу Козенца, региону Калабрија.
Према процени из 2011. у насељу је живело 5 становника. Насеље се налази на надморској висини од 1322 м.